# Лихачи (Нижегородская область)
Лихачи — деревня в Дивеевском муниципальном округе Нижегородской области России.

## География
Деревня находится в южной части Нижегородской области, в зоне хвойно-широколиственных лесов, на берегах реки Пузы, на расстоянии приблизительно 12 километров (по прямой) к востоку от села Дивеева, административного центра района. Абсолютная высота — 159 метров над уровнем моря.
Климат
Климат характеризуется как умеренно континентальный, с тёплым коротким летом и холодной продолжительной зимой. Среднегодовая температура — 3,6 °C. Средняя температура воздуха самого тёплого месяца (июля) — 18,4 °C (абсолютный максимум — 38 °C); самого холодного (января) — −11,8 °C (абсолютный минимум — −44 °C). Среднегодовое количество атмосферных осадков составляет 500—540 мм, из которых большая часть выпадает в период с апреля по октябрь. Устойчивый снежный покров устанавливается, как правило, в третьей декаде ноябре и держится в среднем 154 дня.
Часовой пояс
Деревня Лихачи, как и вся Нижегородская область, находится в часовой зоне МСК (московское время). Смещение применяемого времени относительно UTC составляет +3:00.

## Население
| 2002 | 2010 |
| ---- | ---- |
| 143  | ↘122 |

Национальный состав
Согласно результатам переписи 2002 года, в национальной структуре населения русские составляли 94 % из 143 чел.